# Anna B. Sheppard
Anna Biedrzycka Sheppard né le 18 janvier 1946 à Żyrardów, est une créatrice de costumes polonaise.

## Biographie
Diplômée de l'Académie des Beaux-Arts de Varsovie en architecture, elle vit désormais à Londres où elle se spécialise dans la création de costumes pour le cinéma.
Elle travaille avec de grands cinéastes tels que Steven Spielberg et Roman Polanski. Tous deux utilisent ses savoirs historiques sur la mode des années 1930-1940. Elle est nommée deux fois à l'Oscar de la meilleure création de costumes pour La Liste de Schindler en 1994 et pour Le Pianiste en 2003, puis une fois pour le BAFTA et le César de la catégorie équivalente (toujours pour Le Pianiste). Elle crée également les costumes de Sahara, Shanghai Kid 2, Oliver Twist, Les Origines du mal et Maléfique.

## Filmographie
Sauf indication contraire, les informations mentionnées dans cette section peuvent être confirmées par la base de données cinématographiques IMDb,  présente dans la section « Liens externes ».
- 1993 : La Liste de Schindler de Steven Spielberg
- 2002 : Le Pianiste de Roman Polanski
- 2005 : Oliver Twist de Roman Polanski
- 2007 : Hannibal Lecter : Les Origines du mal de Peter Webber
- 2009 : Inglourious Basterds de Quentin Tarantino
- 2014 : Fury de David Ayer
- 2014 : Maléfique de Robert Stromberg[6].
- 2016 : Insaisissables 2 (Now You See Me: The Second Act) de Jon M. Chu
- 2018 : Overlord de Julius Avery
- 2021 : Spider-Man No Way Home de Jon Watts[7].
- 2024 : Bob Marley: One Love de Reinaldo Marcus Green
- 2026 : Supergirl de Craig Gillespie